# Christine Njeuma
Pour les articles homonymes, voir Njeuma.
Christine Njeuma, née le 22 février 1973, est une aviatrice camerounaise, la première pilote de ligne en Afrique centrale.

## Biographie
Elle est l'enfant de la femme politique Dorothy Njeuma et du professeur Martin Zachary Njeuma.
Première pilote de ligne féminine d'Afrique centrale, elle pilote un Boeing 737 de la compagnie Camair-Co, depuis le lancement de cette dernière,.
Christine Njeuma est également joueuse de tennis ; elle est triple championne du Cameroun de 1995 à 1997 et fait partie de l'équipe du Cameroun de Fed Cup lors de l'édition 1997.